# Marquesat de Viluma
El Marquesat de Viluma és un títol nobiliari, creat pel rei Ferran VII en commemoració de la victòria en la Batalla de Sipe Sipe o Batalla de Viluma, que succeïa el 29 de novembre de 1815, durant la Tercera expedició auxiliadora a l'Alt Perú en el marc de les guerres d'independència hispanoamericanes, a favor del general Joaquín de la Pezuela, qui també fou ascendit a tinent general i nomenat XXXIX Virrei del Perú.